# نیو متال
نیو متال (به انگلیسی: Nu Metal) زیر شاخه‌ای از موسیقی متال است که عناصر هیپ‌هاپ، فانک، هوی متال و گرانج با آن در آمیخته است.
از موفق‌ترین گروه‌ها در این سبک می‌توان به گروه‌هایی همچون کورن، لینکین پارک، اسلیپ‌نات، بریکینگ بنجامین، دیستربد، استیند، لیمپ بیزکت و تری دیز گریس اشاره کرد.